# Rosalba inscripta
Rosalba inscripta är en skalbaggsart som först beskrevs av Bates 1866.  Rosalba inscripta ingår i släktet Rosalba och familjen långhorningar.
Artens utbredningsområde är Venezuela. Inga underarter finns listade i Catalogue of Life.